# Джон, Маргарет
Ма́ргарет Джон (англ. Margaret John; 14 декабря 1926, Суонси — 2 февраля 2011, Суонси) — валлийская актриса. Лауреат премии BAFTA (2009) за пожизненные достижения в карьере.

## Биография
Маргарет Джон родилась 4 декабря 1926 года в Суонси (Уэльс, Великобритания). В детстве она хотела стать медсестрой или ветеринаром, но у неё это не вышло из-за боязни крови. Она часто играла в школьных театральных постановках со своей сестрой Мэйр. Во время одного из театральных конкурсов она была замечена, приглашена на прослушивание и прошла обучение в Лондонской академии музыкального и драматического искусства, которую окончила в 1950 году.
В начале карьеры Маргарет играла в театре в своём родном городе Суонси. В 1956—2011 годы Джон сыграла в 112 фильмах и телесериалах. Является одной из 31 актёра и актрисы, появившись в телесериале «Доктор Кто» как в XX веке, так в XXI. В 2009 году она получила премию BAFTA за пожизненные достижения в карьере. Последней работой актрисы стала роль Старой Нэн в первом сезоне телесериала «Игра престолов» (2011). Премьера сериала состоялась через два месяца после смерти Джон. Её героиня должна была появиться во втором сезоне, но из уважения к умершей создатели сериала решили не искать актрисе замену и Старая Нэн скончалась во время событий между первым и вторым сезонами.
В 1975—1978 годы Маргарет была замужем за музыкантом Беном Томасом. 39-летний супруг Джон скончался после трёх с половиной лет брака и она не выходила повторно замуж.
84-летняя Маргарет скончалась от пневмонии, возникшей на фоне осложнений после непродолжительной борьбы с раком печени, 2 февраля 2011 года в Суонси.

## Избранная фильмография
| Год  |   | Русское название | Оригинальное название | Роль       |
| ---- | - | ---------------- | --------------------- | ---------- |
| 2010 | с | Молокососы       | Skins                 | Юнис       |
| 2011 | с | Игра престолов   | Game of Thrones       | старая Нэн |

### Комментарии
1. ↑  Посмертный релиз